# Robert Guiscard
Robert Guiscard (latinsko Viscardus, starofrancosko Viscart, francosko Guiscard, s pomenom pameten, zvijačen) je bil normanski pustolovec, znan po osvajanju južne Italije in Sicilije. kasneje grof in vojvoda Apulija in Kalabrija, * okrog 1015, † 1085.
Rojen je bil v družini Hauteville v Normandiji.
V italijanskih virih je pogosto imenovan Roberto II. Guiscardo ali Roberto d'Altavilla (od Robert de Hauteville), medtem ko ga srednjeveški arabski viri imenujejo preprosto Abārt al-dūqa (vojvoda Robert).

## Ozadje
Od leta 999 do 1042 so bili Normani v Italiji najprej romarji, potem pa večinoma plačanci, ki so v različnih časih služili Bizantincem in številnim langobardskim plemičem. Prvi od neodvisnih normanskih gospodov je bil Rainulf Drengot, ki se je uveljavil v trdnjavi Aversa in postal grof Aversa in vojvoda Gaeta.
Leta 1038 sta v južno Italijo prišla Viljem I. Hautevillski  znan kot Viljem Železna roka, in njegov brat Drogo Hautevillski, najstarejša sinova Tankreda Hautevillskega, malega plemiča s polotoka Cotentine v Normandiji. Oba sta se pridružila uporu Langobardov proti bizantinski oblasti v Apuliji. Do leta 1040 so Bizantinci izgubili večino te pokrajine. Leta 1042 je bil za prestolnico Normanov izbran Melfi. Septembra istega leta so Normani za svojega grofa izvolili Viljema Železno roko, ki sta ga nasledila njegova brata Drogo, comes Normannorum totius Apuliæ e Calabriæ (grof vseh Normanov v Apuliji in Kalabriji), in Humphrey, ki je prispel v Italijo okoli leta 1044.

## Zgodnja leta
Robert Guiscard je bil šesti sin Tancreda Hautevillskega in najstarejši sin z njegovo drugo ženo Fresendo. Po besedah bizantinske zgodovinarke Ane Komnene je Normandijo zapustil le s petimi jezdeci in tridesetimi pešci. Ko je leta 1047 prispel v Lombardijo, je postal vodja potujoče roparske skupine. Ana Komnema je opisala tudi njegov videz:
Ta Robert je bil Norman po rojstvu, nejasnega porekla, s prevladujočim značajem in popolnoma zlobnim umom; bil je pogumen borec, zelo zvit v svojih napadih na bogastvo in moč velikih mož; pri doseganju svojih ciljev absolutno neizprosen, preusmerjaje kritike z neizpodbitnimi argumenti. Bil je mož neizmerne postave, ki je prekašal celo največje može; imel je rdečkasto polt, svetle lase, široka ramena, oči, ki so skoraj streljale ognjene iskre. V postavnem moškem se tu išče širina in tam vitkost; v njem je bilo vse čudovito odmerjeno in elegantno ... Homer je o Ahilu pripomnil, da so imeli njegovi poslušalci, ko je zakričal, vtis množice v razburjenju, a Robertov tut, tako pravijo, je spravil na desetine tisoč v beg.
Takrat je bilo v Apuliji malo ozemlja brez lastnika in potepuški Guiscard ni mogel pričakovati nobene donacije od takrat vladajočega Droga. Leta 1048 se je pridružil  knezu Pandulfu IV. Kapuanskemu v njegovih nenehnih vojnah s knezom Guaimarjem IV. Salernskim. Naslednje leto  je zapustil Pandulfa, kot pravi Ama iz Montecassina, "ker se je Pandulf odrekel obljubi gradu in hčerine roke". Guiscard se je vrnil k bratu Drogu in prosil, naj mu podeli fevd. Drogo, ki je pravkar končal kampanjo v Kalabriji, je dal Guiscardu poveljstvo nad trdnjavo Scribla. Nezadovoljen s tem položajem se je Guiscard preselil v grad San Marco Argentano, po katerem je kasneje poimenoval prvi normanski grad na Siciliji na mestu starodavnega Aluntija.
Med svojim delovanjem v Kalabriji se je Guiscard poročil s svojo prvo ženo Alberado Buonalberško. Alberada mu je v zameno za poroko obljubila, da se mu bo pridružila z vojsko 200 vitezov.
Guiscard se je kmalu odlikoval. Za svoja dejanja pri Civitatu je bil  leta 1057 počaščen z nasledstvom Humphreyja kot grof Apulije.

## Vladanje
Kmalu po njegovem nasledstvu, verjetno leta 1058, se je Guiscard ločil od svoje žene Alberade, ker sta bila v sorodu v okviru prepovedanih stopenj. Kmalu zatem se je poročil s Sikelgajto, sestro Gisulfa II. Salernskega, Guaimarjevega naslednika. V zameno za to, da mu je dal roko svoje sestre, je Gisulf zahteval, da Guiscard uniči dva gradova svojega brata Viljema, grofa Principata, ki sta posegla na Gisulfovo ozemlje.
Reformistično papeštvo, ki je bilo v nasprotju s svetim rimskim cesarjem (zaradi spora o investituri) in samim rimskim plemstvom, se je odločilo priznati Normane in si jih zagotoviti za zaveznike. Zato je v pogodbi iz Melfija 23. avgusta 1059 papež Nikolaj II. določil Guiscarda za vojvodo Apulije, Kalabrije in Sicilije. Guiscard, zdaj »z božjo milostjo in svetega Petra vojvoda Apulije in Kalabrije ter, če mi kdo pomaga, bodoči gospodar Sicilije«, se je strinjal, da bo imel svoje naslove in zemljišča z letno najemnino Svetega sedeža in ohranil svoj cilj. V naslednjih dvajsetih letih je opravil vrsto osvajalskih pohodov in osvojil Sicilsko vojvodstvo.

### Podreditev Kalabrije
Ob junijskem odprtju Melfitanskega sveta je Guiscard vodil vojsko v Kalabriji, kar je bil prvi močan poskus podrejanja te bizantinske province od pohodov Železnorokega z Guaimarjem. Po udeležbi na sinodi za svojo investituro se je Guiscard vrnil v Kalabrijo, kjer je njegova vojska oblegala Cariati. Po njegovem prihodu se je Cariati podredil in pred zimo sta mu sledila Rossano in Gerace. Le Reggio je ostal v bizantinskih rokah, ko se je Guiscard vrnil v Apulijo. V Apuliji si je prizadeval odstraniti bizantinske garnizije iz Taranta in Brindisija, preden se je, predvsem v pripravah na svojo načrtovano sicilsko odpravo, spet vrnil v Kalabrijo, kjer je Rogerij čakal z oblegovalnimi napravami.
Padec Reggia po dolgem in napornem obleganju in kasnejša kapitulacija Scille, otoške citadele, kamor je pobegnil reggianski garnizon, sta odprla pot na Sicilijo. Rogerij je najprej vodil majhno silo v napad na Messino, vendar ga je saracenska posadka zlahka odbila. Velika invazijska sila, ki bi jo lahko pričakovali, se ni uresničila, saj je Guiscarda odpoklicala nova bizantinska vojska, ki jo je poslal Konstantin X. Dukas, ki je opustošila Apulijo. Januarja 1061 je bil Melfi sam oblegan in tudi Rogerija so odpoklicali. Toda polna teža Guiscardovih sil je Bizantince prisilila k umiku in do maja se je Apulija umirila.

### Sicilske kampanje
Guiscard je s svojim bratom Rogerjem napadel Sicilijo in leta 1061 s primerljivo lahkoto zavzel Messino: ponoči so pristali neopaženi in presenetili saracensko vojsko. Ta uspeh jim je dal nadzor nad Mesinskim prelivom. Guiscard je takoj utrdil Messino in se združil z Ibn at-Timnahom, enim od konkurenčnih emirjev Sicilije, proti Ibn al-Hawasu, drugemu emirju. Vojske Guiscarda, njegovega brata in muslimanskega prijatelja so vkorakale v osrednjo Sicilijo preko Romette, ki je ostala zvesta al-Timnahu. Šli so skozi Frazzanò in pianuro di Maniace, kjer so se pred 21 leti odlikovali George Maniakes in prvi Hauteville. Guiscard je napadel mesto Centuripe, vendar je bil odpor močan in je šel naprej. Paternò je padel in Guiscard je svojo vojsko pripeljal v Enno (takrat Castrogiovanni), mogočno trdnjavo. Saraceni so prišli naprej in bili poraženi, sama Enna pa ni padla. Guiscard se je obrnil nazaj in zapustil trdnjavo v San Marco d'Alunzio, poimenovano po njegovi prvi trdnjavi v Kalabriji. Za božič se je s Sichelgaito vrnil v Apulijo.
Vrnil se je leta 1064, vendar je zaobšel Enno in se usmeril naravnost v Palermo. Njegov kamp je bil okužen s tarantelami (Lycosa tarantula), zato so ga morali zapustiti. Pohod je bil neuspešen, čeprav je kasneje, leta 1072, Palermo padel, za preostalo Sicilijo pa je bilo takrat še vprašanje časa. Kot rezultat njegove sicilske kampanje so Guiscarda imenovali "črnosrajčni Robert", ker je skozi celotno kampanjo nosil elegantna oblačila barvana z uvoženimi barvili.

### Proti Bizantincem
Bari je bil zajet aprila 1071, bizantinske sile pa so bile končno izrinjene iz južne Italije. Ozemlje okoli Salerna je že imel Guiscard in decembra 1076 je zavzel mesto in izgnal njegovega langobardskega princa Gisulfa, s čigar sestro Sikelgajto se je poročil. Normanski napadi na Benevento, papeški fevd, so vznemirili in razjezili papeža Gregorja VII. Pod pritiskom cesarja Henrika IV., se je Gregor VII. ponovno obrnil k Normanom in junija 1080 pri Cepranu ponovno investiral Guiscarda in ga zavaroval tudi v južnih Abruzzih, medtem ko je pridržal Salerno.
V svojem zadnjem podvigu je Guiscard napadel Bizantinsko cesarstvo in se zavzel za Raiktorja, meniha, ki se je pretvarjal, da je Mihael VII. Dukas , ki je bil odstavljen leta 1078 in s čigar sinom je bila Guiscardova hči zaročena. S 16.000 možmi, vključno s 1300 normanskimi vitezi, je odplul proti cesarstvu maja 1081. V bitki pri Draču (Dyrrhachium) oktobra 1081 je premagal cesarja Alekseja I. Komnena, do februarja 1082 pa je zasedel Krf in Drač (Dirahion, Durazzo). Vendar so ga odpoklicali na pomoč Gregorju VII., ki ga je junija 1083 v Angleskem gradu oblegal Henrik IV. Tudi leta 1083 je Guiscard uničil mesto Kane, pri čemer je ostala le stolnica in škofovska rezidenca. Guiscard je bil zaveznik Duklje in Konstantina Bodina.
Maja 1084 je Guiscard odkorakal na sever s 36.000 možmi, vstopil v Rim in prisilil Henrika k umiku. Upor ali uporni nemir (émeute) državljanov je privedel do tridnevne plenitve mesta, nato pa je Guiscard pospremil papeža v Rim. Guiscardov sin Bohemund, nekaj časa gospodar Tesalije, je zdaj izgubil bizantinska osvajanja. Guiscard se je vrnil s 150 ladjami, da bi jih obnovil, ter zasedel Krf in Kefalonijo s pomočjo Raguze in dalmatinskih mest (ki so bila pod vladavino Demetrija Zvonimirja Hrvaškega). 17. julija 1085 je Guiscard umrl zaradi vročine v Kefaloniji, v Atherasu, severno od Liksorija, skupaj s 500 normanskimi vitezi. Pokopan je bil v družinskem mavzoleju Hauteville opatije Santissima Trinità v Venosi. Po njem je poimenovano mesto Fiscardo na Kefaloniji.
Guiscarda je nasledil Roger Borsa, njegovega sina s Sikelgajto, saj je bil Bohemund, njegov sin prejšnje žene Alberade izločen. Guiscard je zapustil dva mlajša sinova: Guya iz Hautevillea in Roberta Scalia, od katerih nobeden ni delal težav svojim starejšim bratom. Ob njegovi smrti je bil Guiscard vojvoda Apulije in Kalabrije, princ Salerna in suzeren Sicilije. Njegov uspeh ni bil posledica le njegovih lastnosti, temveč tudi "antante" s papeškim sedežem. Ustvaril je in uveljavil močno vojvodsko oblast, ki pa je bila kljub temu deležna številnih baronskih uporov, med drugim leta 1078, ko je od apulijskih vazalov zahteval »pomoč« pri zaroki svoje hčerke. Pri osvajanju tako širokih ozemelj je imel malo časa, da bi jih notranje organiziral. V zgodovini normanskega kraljestva Italije Guiscard ostaja v bistvu junak in ustanovitelj, čeprav se je njegova kariera končala v " slepi ulici", medtem ko je bil njegov nečak Rogerij II. Sicilski državnik in organizator.

## Religija
Zaradi osvojitve Kalabrije in Sicilije je Guiscard pomagal prinesti latinsko liturgični obred na območje, ki je zgodovinsko sledilo bizantinskemu obredu. Guiscard je postavil temelje Salernske stolnice in normanskega samostana v Sant'Eufemia Lamezia v Kalabriji. Ta slednji samostan, znan po svojem koru, se je začel kot skupnost enajstih menihov iz Saint-Evroula v Normandiji pod opatom Robertom de Grantmesnilom.
Čeprav je bil njegov odnos s papežem težak, je bil Guiscard raje v dobrih odnosih s papežem in je kot odgovor na cerkveni zakon naredil gesto, da zapusti svojo prvo ženo. Medtem ko so se papeži pogosto bali njegove naraščajoče moči, so imeli raje močno in neodvisno roko katoliškega Normana kot vladavino bizantinskega Grka. Guiscard je svojo naložbo s Sicilijo prejel v rokah papeža Nikolaja II., ki se je bolj bal nasprotovanja cesarja Svetega rimskega cesarstva papeškim reformam. Guiscard je podprl reforme in priskočil na pomoč obleganemu papežu Gregorju VII., ki ga je nekoč izobčil, ker je posegel na ozemlje papeške države. Po velikem razkolu leta 1054 je polarizirano versko ozračje okrepilo Guiscardovo zavezništvo s papeškimi silami, kar je povzročilo močno papeško-normansko nasprotovanje Vzhodnemu cesarstvu.

## V popularni kulturi
V Božanski komediji Dante Alighieri vidi Guiscardovega duha v nebesih na Marsu, skupaj z drugimi »bojevniki vere«, ki ponazarjajo kardinalno vrlino trdnosti. V Infernu Dante opisuje Guiscardove sovražnike kot polje pohabljenih senc, ki se razteza do obzorja.
Guiscard je bil protagonist Kleistove drame v verzih Robert Guiskard, ki je bila ob avtorjevi smrti (1811) nedokončana.
Zgodovinski fiktivni romani, ki pokrivajo zgodnja leta dinastije, od prihoda bratov v Italijo do osvajanja Sicilije, so zajeti v trilogiji Jacka Ludlowa Mercenaries, Warriors and Conquest  (Plačanci, bojevniki in osvajanje).

## Poroke
Poročen leta 1051 z Alberado Buonalberško (1032 – po juliju 1122) in sta imela:
- Bohemunda
- Emma (r. 1052 ali pozneje), poročena z markizom Odom Dobrim

Poročen leta 1058 ali 1059 s Sikelgajto in sta imela:
- Matilda (tudi Mahalta, Maud ali Maude); 1059 – po 1085), poročena z grofom Ramonom Berenguerjem II. iz Barcelone.[18]
- Roger Borsa,[19] vojvoda Apulije in Kalabrije
- Mabile, poročena z Williamom de Grandmesnilom.
- Gersent, poročena z grofom Hughom V iz Mainea, zavrnjena.
- Robert Scalio
- Guy, bizantinski sebastos
- Sibylla, poročena z grofom Eblesom II. iz Roucyja in je imela 8 otrok.
- Olimpija (preimenovana Helena), zaročena s Konstantinom Dukasom, sinom Mihaela VII., avgusta 1074, pogodba je bila prekinjena leta 1078.